# Drinking from the Bottle
„Drinking from the Bottle” – to utwór szkockiego producenta muzycznego i DJ-a Calvina Harrisa wraz z gościnnym udziałem Tinie Tempah. Wydany został 27 stycznia 2013 roku przez wytwórnię płytową Columbia Records jako szósty singel DJ-a z jego trzeciego albumu studyjnego, zatytułowanego 18 Months. Twórcami tekstu utworu są Patrick Okogwu, James F. Reynolds, Mark Knight oraz Calvin Harris, który także zajął się jego produkcją. Do singla nakręcono także teledysk, a jego reżyserią zajęli się Vincent Haycock i AG Rojas.

## Pozycje na listach przebojów
| Kraj            | Lista (2013-14)         | Pozycja | Status             |
| --------------- | ----------------------- | ------- | ------------------ |
| Australia       | Top 50 Singles          | 3       | 2× platynowa płyta |
| Francja         | Top 200 Singles         | 62      | —                  |
| Holandia        | Single Top 100          | 83      | —                  |
| Irlandia        | Top 50 Singles          | 9       | —                  |
| Nowa Zelandia   | Top 40 Singles          | 34      | —                  |
| Szkocja         | Scottish Singles Top 40 | 3       | —                  |
| Szwecja         | Top 60 Singles          | 53      | —                  |
| Wielka Brytania | Singles Top 100         | 5       | złota płyta        |
| Włochy          | Top 20 Singles          | —       | złota płyta        |